# Зубная боль

Начальная стадия кариеса

Средняя стадия кариеса

Конечная стадия кариеса

Зубная боль, или денталгия, — боль, которая возникает в зубе или тканях, непосредственно окружающих его. Обычно возникает в результате распада или заболеваний пульпы зуба, а также может быть связана с проблемами дёсен, челюсти или травмой в связи с механическим повреждением зубов и т. п. Также происходят случаи зубной боли, вызванные изменениями атмосферного давления (бароденталгия).
Боль может возникать спонтанно или как реакция на различные тепловые, химические и механические раздражители. Интенсивность варьируется от лёгкой до очень сильной боли, которая может носить постоянный или эпизодический характер. Зубная боль может также иногда распространяться на окружающие зуб области (вторичная гипералгезия).
В зависимости от конкретной ткани, из которой исходит зубная боль, выделяются следующие виды боли: воспаление дентина, воспаление пульпы зуба, периапикальная боль, пародонтит и отражённая зубная боль.

## Лечение
Терапия планируется на основе собранных стоматологом в ходе стоматологического осмотра данных. Она направлена на устранение патологических состояний и восстановление повреждённых и утраченных зубов путём замены ткани или всего зуба искусственным материалом, который должен соответствовать функциональным, эстетическим и биологическим свойствам исходного зуба.